# Ядерна бомба Mark 4
Ядерна бомба Mark 4 — американська ядерна бомба імплозійного типу, заснованою на попередній конструкції Mark 3 Товстун, яка використовувалася під час випробування Трініті та бомбардування Нагасакі. З огляду на те, що для Mark 3 кожен окремий компонент потрібно було зібрати вручну лише висококваліфікованими техніками в ретельно контрольованих умовах, метою Mark 4 було створення атомної зброї як практичного боєприпасу. Mark 4 Mod 0 надійшов на озброєння з 19 березня 1949 року і використовувався до 1953 року. Закуплено понад 500 одиниць, Mark 4 став першою ядерною зброєю масового виробництва.

## Дизайн
Mark 4 використовував пакет ядерної вибухівки, майже ідентичний збірці 1561 Mark 3, але нещодавно сформований відділ Z у Лос-Аламосі зосередився на модернізації комплектів електроніки та звичайних вибухових речовин, для того щоб вони були більш модульними для легшого збирання в польових умовах. Пріоритетними цілями бомбової програми Mark 4 була можливість контролювати батарею зброї та електричні системи під час перевезення в бомбовому відсіку літака, який потрібно було націлити. Багато проблем сповільнили та затримали проектування та виробництво Mark 4, першою з яких було формування та фізичне розміщення підрозділу Z. Перші дні Z підрозділ підкреслили відсутність інфраструктури та матеріально-технічного забезпечення підприємства ядерної зброї, в той час коли виробництво компонентів зброї сповільнилося через відсутність основних електричних матеріалів, таких як паяльна каніфоль і з’єднувальний дріт. Особовий склад відділу Z також використовувався для допомоги у випробуваннях Mark 3 під час операції «Перехрестя» в 1946 році і знову для випробування зброї в Еніветаку під час операції «Пісковик» у 1948 році. Хоча між випробуваннями після запиту Конгресу щодо звіту про стан ядерних боєприпасів Наукова лабораторія Лос-Аламоса змогла повідомити про позитивні досягнення, такі як розробка збірки «патронного типу» для розміщення компонентів термозапалювача та рішення запровадити « Радар Арчі». Поряд з іншими розробками для радарів, основним компонентом системи був пристрій APS/13 Tail Warning, який згодом став «Арчі». Цей радіолокаційний пристрій замикав реле на заданій висоті, використовуючи чотири одиниці в кожному детонаторі, вимагаючи принаймні двох для стрільби, що дозволяло продовжити сигнал стрільби. Незважаючи на затримки перших випробувань зброї, розробка та виробництво зброї були прискорені та впорядковані через зростання напруженості в Берліні.
Mark 4 Mod 0 становив 1,5 метри у діаметрі та 3,3 метри в довжину, ті самі основні розміри, що й Mark 3. Важив трохи більше — (4,900 - 4,940 кг), залежно від конкретної версії Mark 4. (Марк 3 важив 4,670 кг)

## Операційна історія
Було вироблено близько 550 одиниць ядерної зброї Mark 4. На зміну Mark 4 прийшов Mk6, який був загалом подібним, але значно вдосконаленим.

## Боєголовка ракети W4
Варіант під назвою W4 (Боєголовка 4), призначений для використання на крилатій ракеті SM-62 Snark, був розроблений, але так і не виготовлений. Дизайн W4 був скасований у 1951 році.